# Yoshiharu Makishi
Yoshiharu Makishi (jap. 真喜志慶治, Makishi Yoshiharu; * 13. November 1973) ist ein ehemaliger japanischer Judoka. Er war 1997 Weltmeisterschaftszweiter in der offenen Klasse.
Makishi gewann 1992 bei den Juniorenweltmeisterschaften in Buenos Aires eine Bronzemedaille im Schwergewicht. 1994 siegte er bei den Goodwill Games im Schwergewicht und beim Jigoro Kano Cup in der offenen Klasse. Bei der Universiade 1995 in Fukuoka gewann er den Wettbewerb im Schwergewicht. Ende 1996 siegte er im Schwergewicht beim Jigoro Kano Cup. Bei den japanischen Schwergewichts-Meisterschaften 1997 unterlag er im Finale Shinichi Shinohara. Beide nahmen ein halbes Jahr später an den Weltmeisterschaften 1997 in Paris teil, Shinohara im Schwergewicht und Makishi in der offenen Klasse. Makishi bezwang im Viertelfinale den Belgier Harry Van Barneveld und im Halbfinale den Chinesen Pan Song. Im Finale unterlag er dem Polen Rafał Kubacki. Einen Monat später unterlag Makishi im Finale der offenen Klasse bei den Südasienspielen dem Chinesen Pan Song.